# NGC 6322
NGC 6322 (również OCL 1000 lub ESO 278-SC6) – gromada otwarta znajdująca się w gwiazdozbiorze Skorpiona. Odkrył ją John Herschel 1 czerwca 1834 roku. Jest położona w odległości ok. 3,2 tys. lat świetlnych od Słońca.